# Bisbat suburbicari de Palestrina
El bisbat suburbicari de Palestrina (italià: bisbat suburbicari de Palestrina; llatí: Dioecesis Palestrina) és una seu de l'Església catòlica, sufragània de la diòcesi de Roma, que pertany a la regió eclesiàstica Laci. El 2013 tenia 110.500 batejats d'un total 113.000 habitants. Actualment està regida pel bisbe Domenico Sigalini.

## Territori

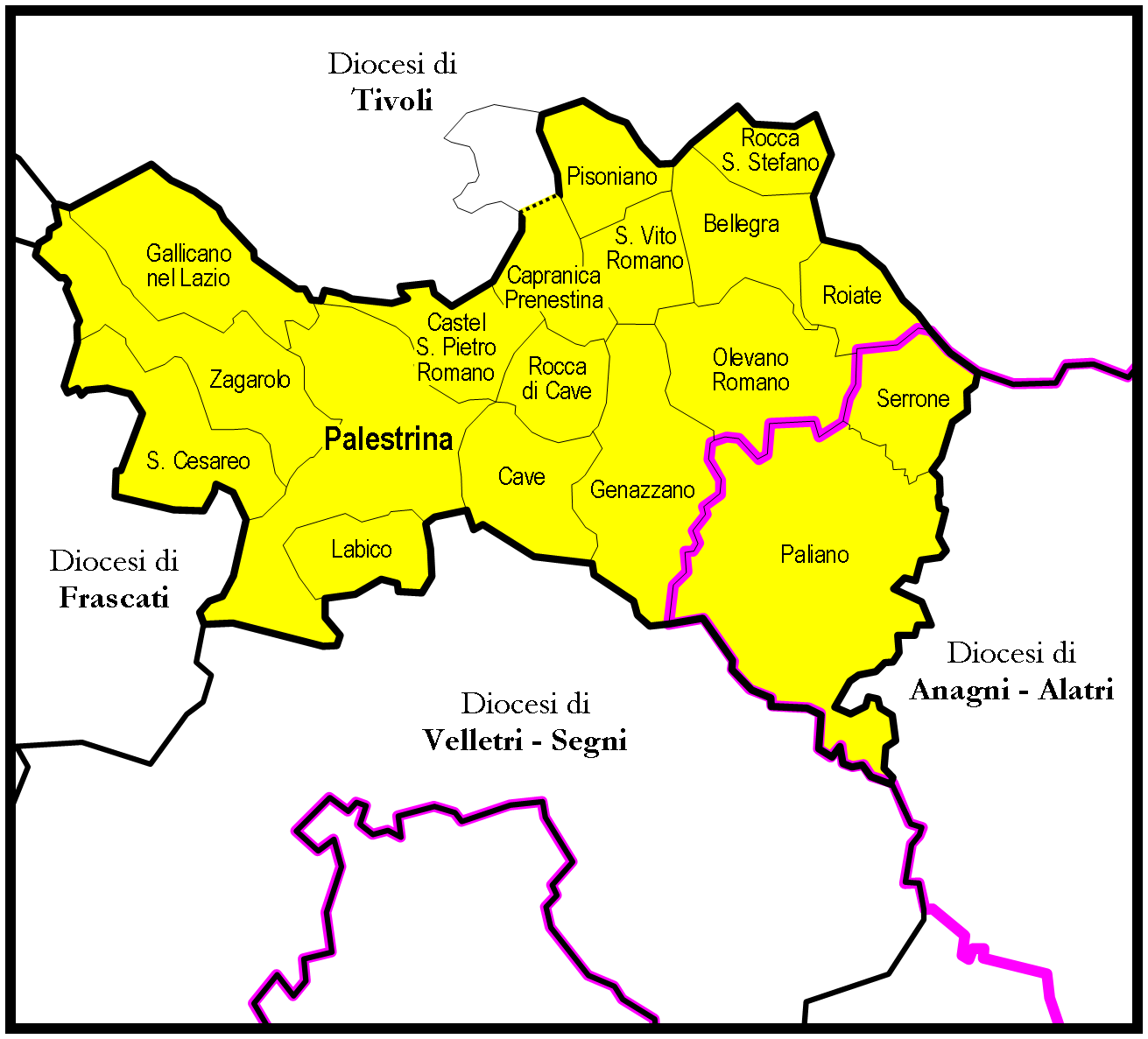
Mapa de la diòcesi

La diòcesi comprèn 16 municipis de la província de Roma i 2 de la província de Frosinone: Bellegra, Capranica Prenestina, Castel San Pietro Romano, Cave, Gallicano nel Lazio, Genazzano, Labico, Olevano Romano, Palestrina, Paliano, Pisoniano, Rocca di Cave, Rocca Santo Stefano, Roiate, San Cesareo, San Vito Romano, Serrone, Zagarolo.
La seu episcopal és la ciutat de Palestrina, on es troba la catedral de Sant'Agapito.
Altres llocs importants de la diòcesi són el sancturari de Nostra Senyora del Bon Consell de Genazzano i les antigues seus episcopals de Gabii i de Subaugusta.
El territori està dividit en 49 parròquies.

## Història
La prova més antiga del passat cristià d'aquesta diòcesi és el martiri d'Agapito, sant a qui està dedicada la catedral, que va succeir sota Aurelià; aquesta basílica va ser posteriorment restaurada i enriquida pel Papa Lleó III.
Secundus, primer bisbe de Palestrina del qui es tenen notícies, va estar present al Concili de Roma del 313. També es coneixen els noms de molts dels seus bisbes dels primers segles. Al lloc de Castel San Pietro, també, des del segle vi va sorgir una florent monestir. A finals del segle vii, el bisbe de Palestrina va ser un dels prelats hebdomadarii que van servir a la basílica del Laterà, i era, per tant, un cardenal. El bisbe de Palestrina és el quart en l'ordre dels bisbes cardenals.
La seu prenestina incorporà el territori de dos bisbats antics suprimits: Gabii, d'on es coneixen deu bisbes entre els segles V i ix; i Subaugusta, del que es coneixen quatre bisbes entre el 465 i el 502.
Entre els prelats d'aquesta seu que cal recordar hi ha: Gregorio, qui el 757 va consagrar l'antipapa Constantí II; Andrea, llegat del Papa Adrià I al rei Desideri el 772 ; Ubert (1073), llegat del papa Gregori VII davan del rei Enric IV; Conone (1111), que va embellir la cripta de Sant'Agapito; Santo Stefano (1122), un monjo cistercenc, elogiat per sant Bernat i per Joan de Salisbury per la seva pietat; Guarino Guarini (1144), un canonge regular de Sant Agustí, famós per les seves virtuts; Manfredo (1166), que va convèncer a Frederic Barba-roja per reconciliar-se amb el papa Alexandre III ; Paolo Scolari (1181), el futur papa Climent III; el beat Guido de Pare (1196), un cistercenc; el Papa Esteve II (1244), l'ex arquebisbe de Gran; Girolamo D'Ascoli (1278), un franciscà, el futur Papa Nicolau IV; Pietro d'Anablay (1306), Gran Canceller de França. Durant el Cisma d'Occident, fins i tot els Papes d'Avinyó nomenaren cardenals bisbes de Palestrina. A partir de llavors, a conseqüència de la possibilitat que els bisbes cardenals van haver de triar una altra seu suburbicària, el temps passats en aquesta seu es van escurçàr molt.
Altres prelats a recordar són: Ugo di Lusignano (1431),, germà del rei de Xipre ; Guillaume Briçonnet (1509), deposat pel Papa Juli II que va estar present en el Concili de Pisa; Giovanni Maria del Monte (1543), el futur papa Juli III; Marcantonio Colonna (1587); Alessandro de' Medici (1602) el futur Papa Lleó XI; Antonio Barberini (1661), que va fundar el seminari diocesà; Aurelio Roverella (1809), que va morir a l'exili a França en 1812.
Amb la reforma de les seus suburbicàries desitjada pel Papa Joan XXIII el 1962, els cardenals tenen només el títol de la seu suburbicària, mentre que el govern pastoral de la diòcesi està confiada a un bisbe residencial 'pleno iure. Per Palestrina la sèrie de bisbes residencials va començar el 1966, quan el cardenal Benedetto Aloisi Masella va renunciar al govern pastoral de la diòcesi, el qual se li va encomanar al bisbe Pietro Severi.
Al juny de 2002 la seu suburbicària amplià el seu territori, incorporant part del de l'abadia territorial de Subiaco.

## Cronologia episcopal

### Bisbes de Palestrina
- Secondo † (citat el 313)
- Giocondo † (segle iv o V)
- Gennaro † (citat el 465)
- Romolo † (inicis de 487 - finals de 502)
- Mauro † (citat el 558)
- Proculo † (inicis de 595 - finals de 601)
- De maig derano † (citat el 649)
- Stefano † (citat el 680)
- Sergio † (citat el 721)
- Venanzio (o Valenzio) † (inicis de 743 - finals de 745)
- Gregorio † (inicis de 761 - finals de 767)
- Andrea † (inicis de 769 - finals de 773)
- Costantino † (citat el 826)
- Leone † (914 - 928?)
- Teofilo (o Teofilatto) † (citat el 963)
- Stefano † (citat el 988)

### Cardenals bisbes suburbicaris de Palestrina
- Pietro I † (inicis de 996 - finals de 1015)
- Pietro II † (citat el 1026)
- Giovanni I † (inicis de 1036 - 13 de desembre de 1040 mort)
- Giovanni II † (inicis de 1043 o 1044 - finals de 1048)
- Uberto Poggi (o Uberto del Poggio) † (14 de març de 1058 - 1058 mort)
- Raniero † (2 d'octubre de 1058 - inicis de 1060)
- Bruno (o Berardo, o Bernardo) † (1060 - vers 1065 mort)
- Loperto (o Leoperto) † (1065 - 1067 o 1069 mort)
- Uberto Belmonte (o Umberto) † (inicis de 1073 - 2 de maig de 1081 mort)
- Attone (o Atto, o Azzone) † (citat el 1081)
- Bernardo (o Berardo) † (5 de setembre de 1092 - vers 1098)
  - Hugues Le Blanc, O.S.B.Clun., anomenat Ugo Candido † (1089/1093 - vers 1099 mort) (pseudocardenal del l'antipapa Climent III)
- Milon (o Miles, o Milianus, o Milone, o Miliano) † (24 d'agost de 1098 - 1104 o 1105 mort)
- Corrado † (1105 - 22 d'octubre de 1106 mort)
- Conone, C.R.S.A. † (1107 o 1111 - 9 d'agost de 1122 mort)
- Guillaume † (desembre de 1122 - finals de 1137 mort)
- Etienne de Châlons, O.Cist. † (desembre de 1139 - 17 de maig de 1144 mort)
- Guarino Foscari, C.R.S.A. † (desembre de 1144 - 6 de febrer de 1158 mort)
- Giulio † (1158 - setembre o octubre de 1164 mort)
- Ugo (?) † (1164 - ?)
- Manfredo, O.S.B. † (desembre de 1176 - 17 de gener de 1178 mort)
- Bernardo da Benevento † (1180 - 1180 mort)
- Paolo Scolari † (gener de 1181 - 19 de desembre de 1187 elegit papa amb el nom de Climent III)
- Girard Mainard, O.Cist. † (12 de març de 1188 - 19 de maig de 1188 mort)
- Giovanni dei Conti di Segni † (18 de setembre de 1190 - finals de 1196 mort)
- Guy de Poré (o Paré), O.Cist. † (1200 - 30 de juliol de 1206 mort)
- Guido Pierleone † (18 de desembre de 1221 - 25 d'abril de 1228 mort)
- Jacopo da Pecorara, O.Cist. † (setembre de 1231 - 25 de juny de 1244 mort)
  - Pierre de Bar † (1249 - 1250 renuncià) (administrador apostòlic)
- István Báncsa † (desembre de 1251 - 9 de juliol de 1270 mort)
- Vicedomino Vicedomini † (3 de juny de 1273 - 6 de setembre de 1276 mort)
- Erhard de Lessines † (12 de març de 1278 - 18 de juliol de 1278 mort)
- Girolamo Masci, O.F.M. † (12 d'abril de 1281 - 2 de febrer de 1288 elegit papa amb el nom de Nicolau IV)
- Bernardo Berardi † (16 de maig de 1288 - 5 d'agost de 1291 mort)
- Simone di Beaulieu † (18 de setembre de 1294 - 18 d'agost de 1297 mort)
- Teodorico Ranieri † (13 de juny de 1299 - 7 de desembre de 1306 mort)
- Pierre de la Chapelle Taillefer † (desembre de 1306 - 16 de maig de 1312 mort)
- Guillaume de Mandagout, C.R.S.A. † (23 de desembre de 1312 - 3 de novembre de 1321 mort)
- Pierre des Prés † (25 de maig de 1323 - 16 de maig de 1361 mort)
- Raymond de Canillac, C.R.S.A. † (4 de novembre de 1361 - 20 de juny de 1373 mort)
- Simon Langham, O.S.B. † (d'agost de 1373 - 22 de juliol de 1376 mort)
- Jean de Cros † (28 de setembre de 1376 - 21 de novembre de 1383 mort) (cismàtic des del 1379)
- Francesco Moricotti Prignani Butillo † (juliol de 1380 - 6 de febrer de 1394 o 1395 mort)
  - Angelo Afflicti † (1395 - 1401) (administrador apostòlic)
  - Oddone Colonna † (15 de desembre de 1401 - 1405 renuncià, després elegit papa amb el nom de Martí V) (administrador apostòlic)
  - Guy de Malesec † (21 de novembre de 1383 - 8 de març de 1411 mort) (antibisbe)
- Antonio Caetani † (12 de juny de 1405 - 2 de juliol de 1409 nomenat bisbe de Porto e Santa Rufina)
- Angelo d'Anna de Sommariva, O.S.B.Cam. † (23 de setembre de 1412 - 21 de juliol de 1428 mort)
- Hugues de Lusignan † (20 d'abril de 1431 - 27 de juny de 1436 nomenat bisbe de Frascati)
- Giovanni Berardi di Tagliacozzo † (7 de març de 1444 - 21 de gener de 1449 mort)
- Giorgio Fieschi † (5 de març de 1449 - 28 d'abril de 1455 nomenat bisbe d'Òstia i Velletri)
- Juan de Torquemada, O.P. † (8 d'abril de 1460 - 5 de maig de 1463 nomenat bisbe de Sabina)
- Alain de Coëtivy † (7 de juny de 1465 - 11 de desembre de 1472 nomenat bisbe de Sabina)
- Angelo Capranica † (11 de desembre de 1472 - 3 de juliol de 1478 mort)
- Marco Barbo † (6 de novembre de 1478 - 2 de març de 1491 mort)
- Jean Balue † (14 de març de 1491 - 5 d'octubre de 1491 mort)
- Giovanni Michiel † (10 d'octubre de 1491 - 31 d'agost de 1492 nomenat bisbe de Porto e Santa Rufina)
- Girolamo Basso della Rovere † (31 d'agost de 1492 - 29 de novembre de 1503 nomenat bisbe de Sabina)
- Lorenzo Cybo de Mari † (29 de novembre de 1503 - 21 de desembre de 1503 mort)
- Antonio Pallavicini Gentili † (22 de desembre de 1503 - 10 de setembre de 1507 mort)
- Giovanni Antonio Sangiorgio † (17 de setembre de 1507 - 22 de setembre de 1508 nomenat bisbe de Sabina)
- Bernardino López de Carvajal y Sande † (22 de setembre de 1508 - 28 de març de 1509 nomenat bisbe de Sabina)
- Guillaume Briçonnet † (3 de juny de 1509 - 24 d'octubre de 1511 deposat)
- Marco Vigerio della Rovere, O.F.M.Conv. † (29 d'octubre de 1511 - 18 de juliol de 1516 mort)
- Francesco Soderini † (18 de juliol de 1516 - 9 de desembre de 1523 nomenat bisbe de Porto e Santa Rufina)
- Alessandro Farnese † (9 de desembre de 1523 - 18 de desembre de 1523 nomenat bisbe de Sabina, posteriorment elegit papa amb el nom de Pau III)
- Antonio Maria Ciocchi del Monte † (18 de desembre de 1523 - 20 de maig de 1524 nomenat bisbe de Sabina)
- Pietro Accolti † (20 de maig de 1524 - 15 de juny de 1524 nomenat bisbe de Sabina)
- Marco Cornaro † (15 de juny de 1524 - 24 de juliol de 1524 mort)
- Lorenzo Pucci † (24 de juliol de 1524 - 16 de setembre de 1531 mort)
- Giovanni Piccolomini † (22 de setembre de 1531 - 26 de setembre de 1533 nomenat bisbe de Porto e Santa Rufina)
- Andrea della Valle † (12 de desembre de 1533 - 3 d'agost de 1534 mort)
- Bonifacio Ferrero † (5 de setembre de 1534 - 26 de febrer de 1535 nomenat bisbe de Sabina)
- Lorenzo Campeggi † (26 de febrer de 1535 - 28 de novembre de 1537 nomenat bisbe de Sabina)
- Antonio Sanseverino, O.S.Io.Hier. † (28 de novembre de 1537 - 4 d'agost de 1539 nomenat bisbe de Sabina)
- Gianvincenzo Carafa † (4 d'agost de 1539 - 28 d'agost de 1541 mort)
- Alessandro Cesarini † (14 de novembre de 1541 - 13 de febrer de 1542 mort)
- Francesco Cornaro † (15 de febrer de 1542 - 26 de setembre de 1543 mort)
- Giovanni Maria Ciocchi del Monte † (5 d'octubre de 1543 - 7 de febrer de 1550 elegit papa amb el nom de Juli III)
- Louis II de Bourbon de Vendôme † (24 de febrer de 1550 - 3 de març de 1557 mort)
- Federico Cesi † (20 de setembre de 1557 - 28 de maig de 1562 nomenat bisbe de Frascati)
- Giovanni Girolamo Morone † (18 de maig de 1562 - 12 de maig de 1564 nomenat bisbe de Frascati)
- Cristoforo Madruzzo † (12 de maig de 1564 - 3 de juliol de 1570 nomenat bisbe de Porto e Santa Rufina)
- Ottone di Waldburg † (3 de juliol de 1570 - 2 d'abril de 1573 mort)
- Giulio della Rovere † (8 d'abril de 1573 - 3 de setembre de 1578 mort)
- Giovanni Antonio Serbelloni † (5 d'octubre de 1578 - 4 de març de 1583 nomenat bisbe de Frascati)
- Gianfrancesco Gambara † (4 de març de 1583 - 5 de maig de 1587 mort)
- Marcantonio Colonna † (11 de maig de 1587 - 13 de març de 1597 mort)
- Giulio Antonio Santorio † (18 d'agost de 1597 - 9 de maig de 1602 mort)
- Alessandro Ottaviano de' Medici † (17 de juny de 1602 - 1 d'abril de 1605) elegit papa amb el nom de Lleó XI)
- Agostino Valier † (1 de juny de 1605 - 23 de maig de 1606 mort)
- Ascanio Colonna † (5 de juny de 1606 - 17 de maig de 1608 mort)
- Antonio Maria Galli † (28 de maig de 1608 - 17 d'agost de 1611 nomenat bisbe de Porto e Santa Rufina)
- Gregorio Petrocchini, O.E.S.A. † (17 d'agost de 1611 - 19 de maig de 1612 mort)
- Benedetto Giustiniani † (4 de juny de 1612 - 16 de setembre de 1615 nomenat bisbe de Sabina)
- Francesco Maria Bourbon del Monte Santa Maria † (16 de setembre de 1615 - 29 de març de 1621 nomenat bisbe de Porto e Santa Rufina)
- Ottavio Bandini † (27 de març de 1621 - 16 de setembre de 1624 nomenat bisbe de Porto e Santa Rufina)
- Andrea Baroni Peretti Montalto † (16 de setembre de 1624 - 2 de març de 1626 nomenat bisbe d'Albano)
- Domenico Ginnasi † (2 de març de 1626 - 20 d'agost de 1629 nomenat bisbe de Porto e Santa Rufina)
- Marcello Lante della Rovere † (20 d'agost de 1629 - 8 d'octubre de 1629 nomenat bisbe de Frascati)
- Pier Paolo Crescenzi † (8 d'octubre de 1629 - 1 de juliol de 1641 nomenat bisbe de Porto e Santa Rufina)
- Guido Bentivoglio † (1 de juliol de 1641 - 7 de setembre de 1644 mort)
- Alfonso de la Cueva-Benavides y Mendoza-Carrillo † (17 de setembre de 1644 - 10 d'agost de 1655 mort)
- Bernardino Spada † (11 d'octubre de 1655 - 10 de novembre de 1661 mort)
- Antonio Barberini el jove, O.S.Io.Hier. † (21 de novembre de 1661 - 3 d'agost de 1671 mort)
- Rinaldo d'Este † (24 d'agost de 1671 - 30 de setembre de 1672 mort)
- Cesare Facchinetti † (14 de novembre de 1672 - 6 de febrer de 1679 nomenat bisbe de Porto e Santa Rufina)
- Alderano Cybo-Malaspina † (6 de febrer de 1679 - 8 de gener de 1680 nomenat bisbe de Frascati)
- Lorenzo Raggi † (8 de gener de 1680 - 14 de gener de 1687 mort)
- Antonio Bichi † (3 de març de 1687 - 21 de febrer de 1691 mort)
- Paluzzo Paluzzi Altieri degli Albertoni † (8 d'agost de 1691 - 27 de gener de 1698 nomenat bisbe de Porto e Santa Rufina)
- Luis Manuel Fernández de Portocarrero-Bocanegra y Moscoso-Osorio † (27 de gener de 1698 - 14 de setembre de 1709 mort)
- Fabrizio Spada † (19 de febrer de 1710 - 15 de juny de 1717 mort)
- Francesco del Giudice † (12 de juliol de 1717 - 3 de març de 1721 nomenat bisbe de Frascati)
- Francesco Barberini † (3 de març de 1721 - 1 de juliol de 1726) nomenat bisbe d'Òstia i Velletri)
- Tommaso Ruffo † (1 de juliol de 1726 - 3 de setembre de 1738 nomenat bisbe de Porto e Santa Rufina)
- Giorgio Spinola † (3 de setembre de 1738 - 17 de gener de 1739 mort)
- Giovanni Battista Altieri † (26 de gener de 1739 - 12 de març de 1740 mort)
- Vincenzo Petra † (16 de setembre de 1740 - 21 de març de 1747 mort)
- Antonio Saverio Gentili † (10 de març de 1747 - 13 de març de 1753 mort)
- Giuseppe Spinelli † (9 d'abril de 1753 - 13 de juliol de 1759 nomenat bisbe de Porto e Santa Rufina)
- Federico Marcello Lante Montefeltro Della Rovere † (13 de juliol de 1759 - 18 de juliol de 1763 nomenat bisbe de Porto e Santa Rufina)
- Giovanni Francesco Stoppani † (10 de juliol de 1763 - 18 de novembre de 1774 mort)
- Girolamo Spinola † (3 d'abril de 1775 - 22 de juliol de 1784 mort)
- Marcantonio Colonna † (20 de setembre de 1784 - 4 de desembre de 1793 mort)
- Leonardo Antonelli † (21 de febrer de 1794 - 2 d'abril de 1800 nomenat bisbe de Porto e Santa Rufina)
- Alessandro Mattei † (2 d'abril de 1800 - 27 de març de 1809 nomenat bisbe de Porto e Santa Rufina)
- Aurelio Roverella † (27 de març de 1809 - 6 de setembre de 1812 mort)
- Diego Innico Caracciolo di Martina † (26 de setembre de 1814 - 24 de gener de 1820 mort)
- Giuseppe Maria Spina † (21 de febrer de 1820 - 13 de novembre de 1828 mort)
- Francesco Bertazzoli † (15 de desembre de 1828 - 7 d'abril de 1830 mort)
- Carlo Maria Pedicini † (5 de juliol de 1830 - 14 de desembre de 1840 nomenat cardenal bisbe de Porto, Santa Rufina i Civitavecchia)
- Vincenzo Macchi † (14 de desembre de 1840 - 22 de gener de 1844 nomenat cardenal bisbe de Porto, Santa Rufina i Civitavecchia)
- Castruccio Castracane degli Antelminelli † (22 de gener de 1844 - 22 de febrer de 1852 mort)
- Luigi Amat di San Filippo e Sorso † (15 de març de 1852 - 8 d'octubre de 1870 nomenat bisbe de Porto e Santa Rufina)
- Carlo Sacconi † (8 d'octubre de 1870 - 15 de juliol de 1878 nomenat bisbe de Porto e Santa Rufina)
- Antonio Saverio De Luca † (15 de juliol de 1878 - 28 de desembre de 1883 mort)
- Luigi Oreglia di Santo Stefano † (24 de març de 1884 - 24 de maig de 1889 nomenat bisbe de Porto e Santa Rufina)
- Angelo Bianchi † (24 de maig de 1889 - 22 de gener de 1897 mort)
- Camillo Mazzella, S.J. † (19 d'abril de 1897 - 26 de març de 1900 mort)
- Vincenzo Vannutelli † (19 d'abril de 1900 - 9 de juliol de 1930 mort)
  - Sede vacante (1930-1933)
- Luigi Sincero † (13 de març de 1933 - 7 de febrer de 1936 mort)
- Angelo Maria Dolci † (15 de juny de 1936 - 13 de setembre de 1939 mort)
- Carlo Salotti † (11 de desembre de 1939 - 24 d'octubre de 1947 mort)
- Benedetto Aloisi Masella † (21 de juny de 1948 - 17 de novembre de 1966 renuncià)

### Cardenals bisbes del títol suburbicari di Palestrina
- Benedetto Aloisi Masella † (17 de novembre de 21 1966 - 30 de setembre de 1970 mort)
- Carlo Confalonieri † (15 de març de 1972 - 1 d'agost de 1986 mort)
- Bernardin Gantin † (29 de setembre de 1986 - 13 de maig de 2008 mort)
- José Saraiva Martins, C.M.F., des del 24 de febrer de 2009

### Bisbes de Palestrina
- Pietro Severi † (29 de novembre de 1966 - 7 d'octubre de 1975 renuncià)
- Renato Spallanzani † (7 d'octubre de 1975 - 2 d'abril de 1986 jubilat)
- Pietro Garlato † (2 d'abril de 1986 - 30 de desembre de 1991 nomenat bisbe de Tivoli)
- Vittorio Tomassetti † (7 de maig de 1992 - 5 d'abril de 1997 nomenat bisbe coadjutor de Fano-Fossombrone-Cagli-Pergola)
- Eduardo Davino † (10 de novembre de 1997 - 24 de març de 2005 jubilat)
- Domenico Sigalini, des del 24 de març de 2005

## Estadístiques
A finals del 2013, la diòcesi tenia 110.500 batejats sobre una població de 113.000 persones, equivalent 97,8% del total.
| any  | població | població | població | sacerdots | sacerdots       | sacerdots       | sacerdots             | diaques | religiosos | religiosos | parroquies |
| ---- | -------- | -------- | -------- | --------- | --------------- | --------------- | --------------------- | ------- | ---------- | ---------- | ---------- |
| any  | batejats | total    | %        | total     | clergat secular | clergat regular | batejats por sacerdot | diaques | homes      | dones      |            |
| 1950 | 59.300   | 59.438   | 99,8     | 105       | 55              | 50              | 564                   |         | 74         | 144        | 27         |
| 1970 | 55.550   | 55.600   | 99,9     | 88        | 38              | 50              | 631                   |         | 58         | 228        | 29         |
| 1980 | 70.300   | 70.400   | 99,9     | 81        | 43              | 38              | 867                   |         | 52         | 177        | 32         |
| 1990 | 72.000   | 73.000   | 98,6     | 80        | 48              | 32              | 900                   | 1       | 42         | 212        | 39         |
| 1999 | 82.850   | 83.000   | 99,8     | 79        | 49              | 30              | 1.048                 | 1       | 33         | 238        | 39         |
| 2000 | 82.905   | 83.145   | 99,7     | 82        | 49              | 33              | 1.011                 | 1       | 42         | 187        | 39         |
| 2001 | 82.873   | 83.212   | 99,6     | 86        | 50              | 36              | 963                   |         | 41         | 179        | 39         |
| 2002 | 86.756   | 87.773   | 98,8     | 91        | 54              | 37              | 953                   |         | 42         | 181        | 44         |
| 2003 | 87.000   | 88.000   | 98,9     | 82        | 46              | 36              | 1.060                 |         | 42         | 179        | 49         |
| 2004 | 87.600   | 88.000   | 99,5     | 81        | 45              | 36              | 1.081                 |         | 43         | 178        | 49         |
| 2013 | 110.500  | 113.000  | 97,8     | 100       | 54              | 46              | 1.105                 | 11      | 73         | 179        | 49         |